# Maurice Piot
Maurice Fernand Piot (San Quintín, 14 de julio de 1912-París, 22 de mayo de 1996) fue un deportista francés que compitió en esgrima, especialista en la modalidad de sable.
Participó en los Juegos Olímpicos de Helsinki 1952, obteniendo una medalla de bronce en la prueba por equipos. Ganó una medalla de plata en el Campeonato Mundial de Esgrima de 1950.

## Palmarés internacional
| Juegos Olímpicos   | Juegos Olímpicos     | Juegos Olímpicos  | Juegos Olímpicos  |
| Año                | Lugar                | Medalla           | Prueba            |
| ------------------ | -------------------- | ----------------- | ----------------- |
| 1952               | Helsinki (Finlandia) | Medalla de bronce | Sable por equipos |
| Campeonato Mundial |                      |                   |                   |
| Año                | Lugar                | Medalla           | Prueba            |
| 1950               | Montecarlo (Mónaco)  | Medalla de plata  | Sable por equipos |